# Шангассен (Міннесота)
Шангассен (англ. Chanhassen) — місто (англ. city) в США, в окрузі Карвер штату Міннесота. Населення — 25 947 осіб (2020).

## Географія
Шангассен розташований за координатами 44°51′15″ пн. ш. 93°33′45″ зх. д. / 44.85417° пн. ш. 93.56250° зх. д. (44.854285, -93.562384).  За даними Бюро перепису населення США в 2010 році місто мало площу 59,26 км², з яких 52,93 км² — суходіл та 6,33 км² — водойми.

## Демографія
Згідно з переписом 2010 року, у місті мешкали 22 952 особи в 8352 домогосподарствах у складі 6257 родин. Густота населення становила 387 осіб/км².  Було 8679 помешкань (146/км²).
Расовий склад населення:
| - 92,5 % — білих - 3,9 % — азіатів - 1,1 % — чорних або афроамериканців - 0,1 % — корінних американців |

До двох чи більше рас належало 1,5 %. Частка іспаномовних становила 2,3 % від усіх жителів.
За віковим діапазоном населення розподілялося таким чином: 30,2 % — особи молодші 18 років, 62,1 % — особи у віці 18—64 років, 7,7 % — особи у віці 65 років та старші. Медіана віку мешканця становила 39,3 року. На 100 осіб жіночої статі у місті припадало 96,4 чоловіків;  на 100 жінок у віці від 18 років та старших — 93,9 чоловіків також старших 18 років.
Середній дохід на одне домашнє господарство  становив 143 330 доларів США (медіана — 110 569), а середній дохід на одну сім'ю — 164 198 доларів (медіана — 128 671). Медіана доходів становила 90 190 доларів для чоловіків та 58 979 доларів для жінок. За межею бідності перебувало 3,4 % осіб, у тому числі 2,2 % дітей у віці до 18 років та 7,1 % осіб у віці 65 років та старших.
Цивільне працевлаштоване населення становило 13 233 особи. Основні галузі зайнятості: освіта, охорона здоров'я та соціальна допомога — 18,7 %, виробництво — 15,0 %, науковці, спеціалісти, менеджери — 14,4 %.